# Mayumi Iizuka
Mayumi Iizuka (飯塚 雅弓, Iizuka Mayumi, n. 3 ianuarie 1977, Tokyo⁠(d), Tōkyō, Japonia) este o cântăreață japoneză și o seiyū (actriță de voce pentru anime).

## Discografie

### Albume
1. Kataomoi (かたおもい), 1997
2. Mint to Kuchibue (ミントと口笛), 1998
3. so loving, 1999
4. AERIS, 2000
5. Himawari (ひまわり), 2001
6. Niji no Saku Basho (虹の咲く場所), 2002
7. SMILE×SMILE, 2003
8. ∞infinity∞, 2004
9. mine, 2005
10. 10LOVE, 2006
11. Crystal Days, 2007
12. Stories, 2008
13. Fight!!, 2009
14. Kimi e... (君へ。。。), 2009

### Compilații
1. berry best, 2001
2. BESTrawberry, 2005